# Guglielmo IV di Lussemburgo
Guglielmo IV di Lussemburgo (Guillaume Alexandre von Nassau; Wiesbaden, 22 aprile 1852 – Colmar-Berg, 25 febbraio 1912) era il figlio maggiore di Adolfo, Granduca di Lussemburgo. Diventò Granduca di Lussemburgo e titolare Duca di Nassau alla morte del padre nel 1905.

## Biografia

### Infanzia
Guglielmo era figlio di Adolfo di Lussemburgo e della moglie di questo, la principessa tedesca Adelaide Maria di Anhalt-Dessau. Guglielmo crebbe di religione protestante secondo le tradizioni del Casato di Nassau, ma si risolse poi a sposare l'infanta Maria Anna di Portogallo, anche nella convinzione che un paese cattolico dovesse avere un monarca cattolico per evitare lotte e contrapposizioni interne. In realtà per i discendenti venne applicata la norma attuata in casi analoghi di matrimoni tra persone di religione diversa che prevedeva che eventuali figli maschi avrebbero seguito la religione paterna e che le figlie invece la religione materna, ma poiché nacquero solo figlie femmine tutte loro furono educate nel cattolicesimo. Così, da Guglielmo IV in poi, tutti i Granduchi di Lussemburgo furono di religione cattolica.

### Matrimonio
Il 21 giugno 1893, nel Castello di Fischhorn sposò l'Infanta Maria Anna di Portogallo figlia del deposto re Michele del Portogallo e di Adelaide di Löwenstein-Wertheim-Rosenberg. Dalla coppia nacquero sei figlie femmine.

### Granduca di Lussemburgo

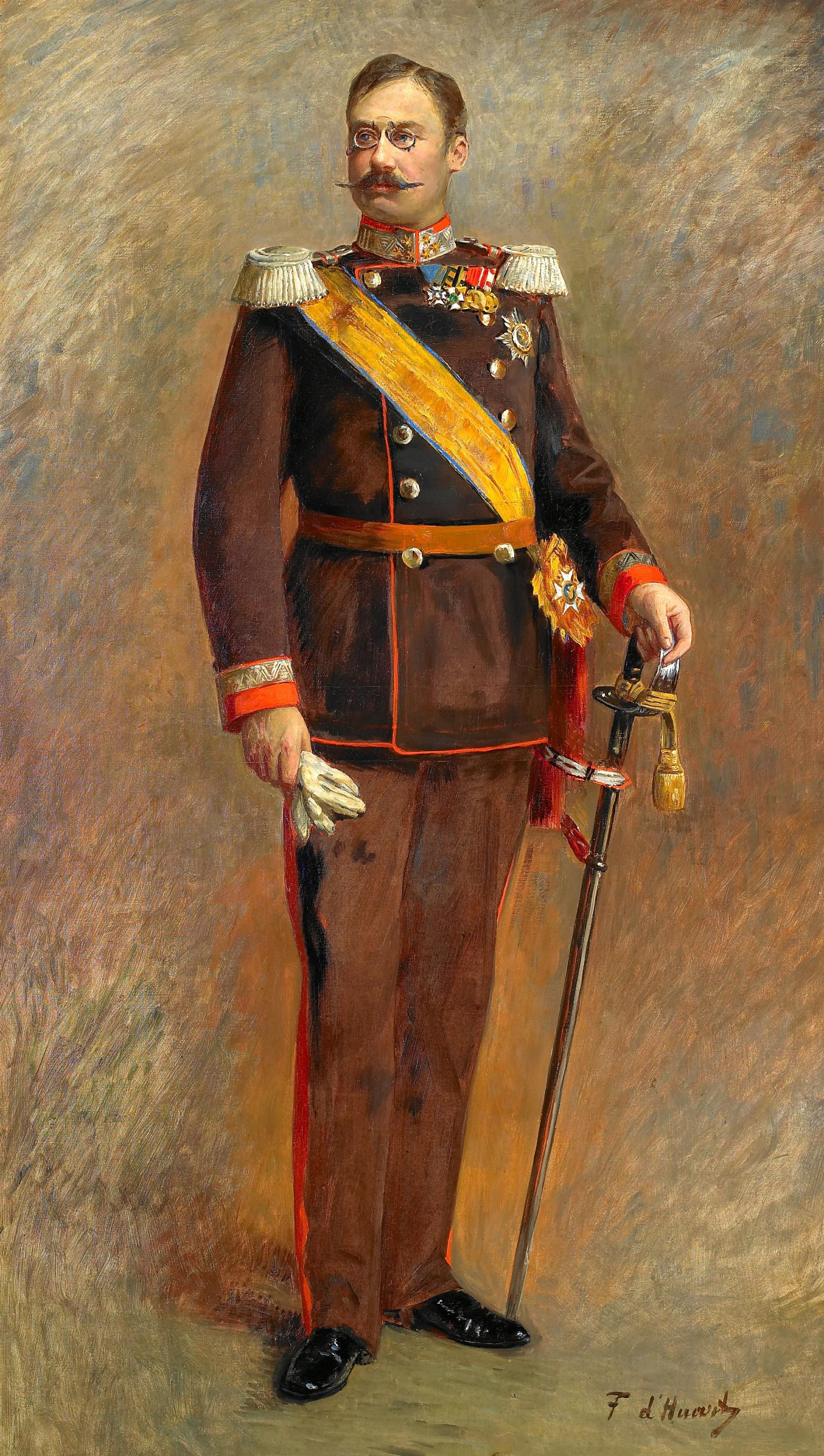
Guglielmo IV, granduca del Lussemburgo ritratto da Ferdinand d'Huart nel XIX secolo

Quando suo padre morì nel 1905, egli ascese al trono del Lussemburgo e ben presto si scontrò con decisioni importanti da prendere in materia di successione dinastica. Guglielmo aveva infatti avuto sei figlie femmine ma nessun figlio maschio che, secondo la legge salica, avrebbe dovuto succedergli. Alla morte di suo zio, il principe Nicola Guglielmo di Nassau, nel 1905, l'unico altro maschio legittimo della Casa di Nassau-Weilburg era suo cugino Giorgio Nicola, conte di Merenberg, nato da un matrimonio morganatico.
Per salvaguardare la legittimità del suo trono e la successione, pertanto, nel 1907 Guglielmo dichiarò i Conti di Merenberg non-dinastici e nominò la sua primogenita Maria Adelaide (1894–1924) erede al trono granducale.

### Morte
Maria Adelaide divenne il primo monarca regnante di sesso femminile del Lussemburgo dopo la morte del padre nel 1912, ed alla sua abdicazione, nel 1919, le successe la sorella più giovane Carlotta (1896-1985). I discendenti di Carlotta regnano ancora oggi.
Guglielmo è stato l'ultimo monarca del Lussemburgo a morire in carica.

## Discendenza
Guglielmo IV e l'Infanta Maria Anna di Portogallo ebbero sei figlie femmine:
- Maria Adelaide (1894-1924), nubile e senza figli;
- Carlotta (1896-1985), sposata al suo primo cugino Felice di Borbone-Parma, figlio di Maria Antonia, sorella minore di Maria Anna;
- Hilda (1897-1979), sposata ad Adolfo I di Schwarzenberg, X principe di Schwarzenberg;
- Antonietta (1899-1954), seconda moglie del principe ereditario Rupprecht di Baviera;
- Elisabetta (1901-1950), sposata al principe Luigi Filippo di Thurn und Taxis;
- Sofia (1902-1941), sposata al principe Ernesto di Sassonia, figlio più giovane del re Federico Augusto III di Sassonia.

## Ascendenza
|                                     |                           |                                  | Genitori                                        |  |  | Nonni |  |  | Bisnonni                              |  |  | Trisnonni                          |  |
|                                     |                           |                                  |                                                 |  |  |       |  |  | Federico Guglielmo di Nassau-Weilburg |  |  | Carlo Cristiano di Nassau-Weilburg |  |
|                                     |                           |                                  |                                                 |  |  |       |  |  | Federico Guglielmo di Nassau-Weilburg |  |  | Carlo Cristiano di Nassau-Weilburg |  |
|                                     |                           | Carolina d'Orange-Nassau         |                                                 |  |  |       |  |  | Federico Guglielmo di Nassau-Weilburg |  |  |                                    |  |
| Guglielmo di Nassau                 |                           |                                  |                                                 |  |  |       |  |  | Federico Guglielmo di Nassau-Weilburg |  |  |                                    |  |
|                                     |                           | Luisa Isabella di Kirchberg      | Guglielmo Giorgio di Sayn-Hachenburg-Kirchberg  |  |  |       |  |  |                                       |  |  |                                    |  |
|                                     |                           | Luisa Isabella di Kirchberg      | Guglielmo Giorgio di Sayn-Hachenburg-Kirchberg  |  |  |       |  |  |                                       |  |  |                                    |  |
|                                     |                           | Luisa Isabella di Kirchberg      | Isabella Augusta di Reuss-Greiz                 |  |  |       |  |  |                                       |  |  |                                    |  |
| Adolfo di Lussemburgo               |                           | Luisa Isabella di Kirchberg      |                                                 |  |  |       |  |  |                                       |  |  |                                    |  |
|                                     |                           | Federico di Sassonia-Altenburg   | Ernesto Federico III di Sassonia-Hildburghausen |  |  |       |  |  |                                       |  |  |                                    |  |
|                                     |                           | Federico di Sassonia-Altenburg   | Ernesto Federico III di Sassonia-Hildburghausen |  |  |       |  |  |                                       |  |  |                                    |  |
|                                     |                           | Federico di Sassonia-Altenburg   | Ernestina Augusta di Sassonia-Weimar            |  |  |       |  |  |                                       |  |  |                                    |  |
| Luisa di Sassonia-Hildburghausen    |                           | Federico di Sassonia-Altenburg   |                                                 |  |  |       |  |  |                                       |  |  |                                    |  |
|                                     |                           | Carlotta di Meclemburgo-Strelitz | Carlo II di Meclemburgo-Strelitz                |  |  |       |  |  |                                       |  |  |                                    |  |
|                                     |                           | Carlotta di Meclemburgo-Strelitz | Carlo II di Meclemburgo-Strelitz                |  |  |       |  |  |                                       |  |  |                                    |  |
|                                     |                           | Carlotta di Meclemburgo-Strelitz | Federica d'Assia-Darmstadt                      |  |  |       |  |  |                                       |  |  |                                    |  |
| Guglielmo IV di Lussemburgo         |                           | Carlotta di Meclemburgo-Strelitz |                                                 |  |  |       |  |  |                                       |  |  |                                    |  |
|                                     | Federico di Anhalt-Dessau | Leopoldo III di Anhalt-Dessau    |                                                 |  |  |       |  |  |                                       |  |  |                                    |  |
|                                     | Federico di Anhalt-Dessau | Leopoldo III di Anhalt-Dessau    |                                                 |  |  |       |  |  |                                       |  |  |                                    |  |
|                                     | Federico di Anhalt-Dessau | Luisa di Brandeburgo-Schwedt     |                                                 |  |  |       |  |  |                                       |  |  |                                    |  |
| Federico Augusto di Anhalt-Dessau   | Federico di Anhalt-Dessau |                                  |                                                 |  |  |       |  |  |                                       |  |  |                                    |  |
|                                     |                           | Amalia d'Assia-Homburg           | Federico V d'Assia-Homburg                      |  |  |       |  |  |                                       |  |  |                                    |  |
|                                     |                           | Amalia d'Assia-Homburg           | Federico V d'Assia-Homburg                      |  |  |       |  |  |                                       |  |  |                                    |  |
|                                     |                           | Amalia d'Assia-Homburg           | Carolina d'Assia-Darmstadt                      |  |  |       |  |  |                                       |  |  |                                    |  |
| Adelaide Maria di Anhalt-Dessau     |                           | Amalia d'Assia-Homburg           |                                                 |  |  |       |  |  |                                       |  |  |                                    |  |
|                                     |                           | Guglielmo d'Assia-Kassel         | Federico d'Assia-Kassel                         |  |  |       |  |  |                                       |  |  |                                    |  |
|                                     |                           | Guglielmo d'Assia-Kassel         | Federico d'Assia-Kassel                         |  |  |       |  |  |                                       |  |  |                                    |  |
|                                     |                           | Guglielmo d'Assia-Kassel         | Carolina di Nassau-Usingen                      |  |  |       |  |  |                                       |  |  |                                    |  |
| Maria Luisa Carlotta d'Assia-Kassel |                           | Guglielmo d'Assia-Kassel         |                                                 |  |  |       |  |  |                                       |  |  |                                    |  |
|                                     |                           | Luisa Carlotta di Danimarca      | Federico di Danimarca                           |  |  |       |  |  |                                       |  |  |                                    |  |
|                                     |                           | Luisa Carlotta di Danimarca      | Federico di Danimarca                           |  |  |       |  |  |                                       |  |  |                                    |  |
|                                     |                           | Luisa Carlotta di Danimarca      | Giuliana Maria di Brunswick-Lüneburg            |  |  |       |  |  |                                       |  |  |                                    |  |
|                                     |                           | Luisa Carlotta di Danimarca      |                                                 |  |  |       |  |  |                                       |  |  |                                    |  |